# Zondoma
Zondoma is een provincie van Burkina Faso in de regio Nord. De provinciehoofdstad is Gourcy.

## Bevolking
Zondoma telde in 2006 168.955 inwoners. In 2019 waren dat er naar schatting 240.000.

## Geografie
De provincie heeft een oppervlakte van 1758 km².
Ze is onderverdeeld in vijf departementen:

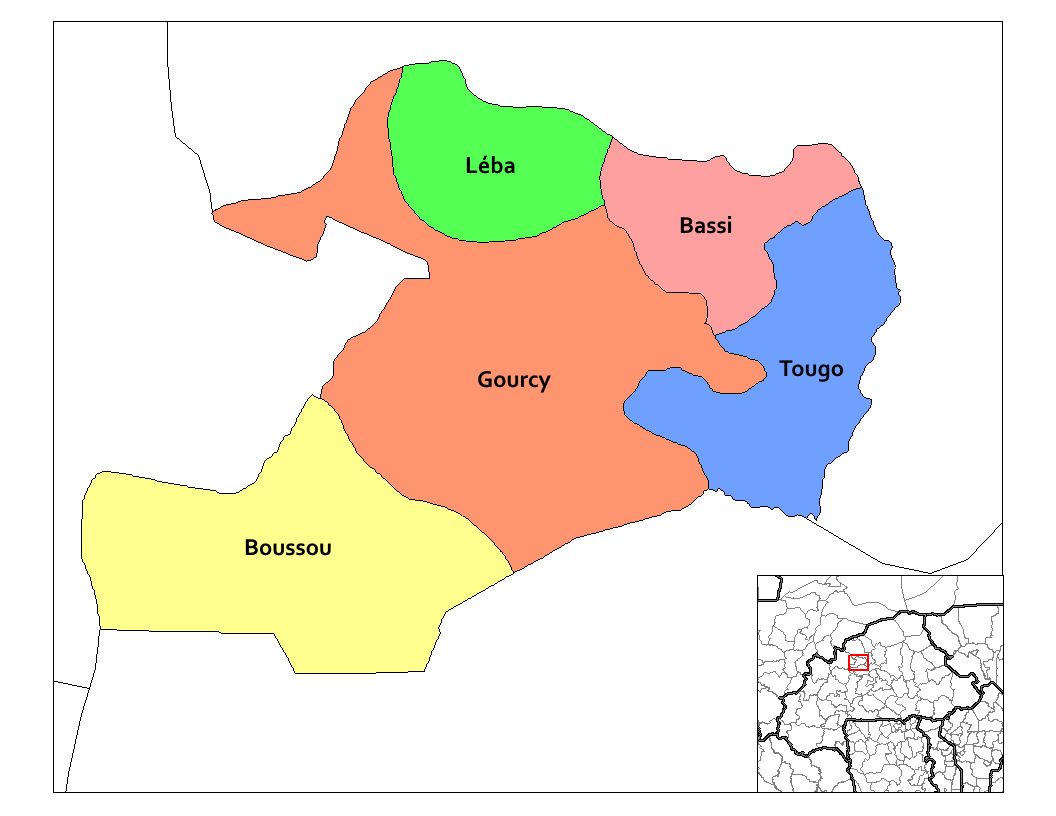
Departementen van Zondoma

- Bassi
- Boussou
- Gourcy
- Tougo
- Léba

Balé · Bam · Banwa · Bazéga · Bougouriba · Boulgou · Boulkiemdé · Comoé · Ganzourgou · Gnagna · Gourma · Houet · Ioba · Kadiogo · Kénédougou · Komondjari · Kompienga · Kossi · Koulpélogo · Kouritenga · Kourwéogo · Léraba · Loroum · Mouhoun · Nahouri · Namentenga · Nayala · Noumbiel · Oubritenga · Oudalan · Passoré · Poni · Sanguié · Sanmatenga · Séno · Sissili · Soum · Sourou · Tapoa · Tuy · Yagha · Yatenga · Ziro · Zondoma · Zoundwéogo